# NGC 1654
NGC 1654 est une galaxie spirale barrée (intermédiaire ?) située dans la constellation de l'Éridan. NGC 1654 a été découverte par l'astronome français Édouard Stephan en 1881.

## Caractéristiques
Sa vitesse par rapport au fond diffus cosmologique est de 4 441 ± 9 km/s, ce qui correspond à une distance de Hubble de 65,5 ± 4,6 Mpc (∼214 millions d'al).
La classe de luminosité de NGC 1654 est I et elle présente une large raie HI.

## Supernova
La supernova SN 1962P a été découverte dans NGC 1654 le 9 novembre 1962 par l'astronome italien Leonida Rosino. Le type de cette supernova n'a pas été déterminé.